# Alfred Korzybski
Alfred Habdank Skarbek Korzybski (Varsóvia, Polônia, 3 de julho de 1879 - Lakeville (Connecticut), Estados Unidos, 1 de março de 1950), foi um engenheiro, cientista, matemático e filósofo conhecido por ter desenvolvido a teoria da semântica geral.

## Vida e carreira
Korzybski nasceu em Varsóvia, Polônia, que na época era parte do Império Russo. Fazia parte de uma família aristocrata e tradicional cujos membros trabalharam por gerações como matemáticos, engenheiros e cientistas. Aprendeu polonês em casa e russo na escola, e por ter tido uma governanta francesa e outra alemã, aprendeu também estes idiomas se tornando fluente nestas 4 línguas ainda criança.
Se formou em Engenharia pela Universidade de Tecnologia de Varsóvia. Durante a Primeira Guerra Mundial serviu como oficial de inteligência no exército russo. Depois de de ferir uma perna e ter outras lesões se mudou para a América do norte em 1916 (primeiro para o Canadá , em seguida, para os Estados Unidos) para coordenar o envio de artilharia para a Russia. Ele também palestrou para o público polonês-americano sobre o conflito, promovendo a venda de bônus de guerra. Após a guerra, ele decidiu permanecer nos Estados Unidos, tornando-se um cidadão naturalizado em 1940. Ele conheceu Mira Edgerly, uma pintora de retratos em marfim, logo após o armistício, e se casou com ela em janeiro de 1919. Seu casamento durou até sua morte.

## Ideias
A obra de Korzybski culminou na fundação da disciplina que chamou de "semântica geral". Como disse explicitamente, a semântica geral não deve confundir-se com a semântica, uma disciplina diferente. Os princípios básicos da semântica geral, que incluem o time-binding, estão traçados em Science and Sanity, publicado em 1933. Em 1938 Korzybski fundou o Instituto de Semântica geral, que dirigiu até à sua morte.
A essência da obra de Korzybsky é a declaração de que os seres humanos estão limitados no seu conhecimento pela estrutura do seu sistema nervoso e pela estrutura das suas línguas. Os seres humanos não podem experimentar o mundo directamente, só através das suas abstracções (impressões não verbais que provêm do sistema nervoso e indicadores verbais que provêm da língua). Por vezes as percepções e a língua confundem o homem que crê que são os factos com os quais deve lidar. O entendimento humano do que está a passar-se carece em ocasiões de similaridade de estrutura com o que está realmente a passar-se. Colocou ênfase nos benefícios de treinar a consciencialização da abstracção usando técnicas que tinha obtido do seu estudo da matemática e da ciência. Chamou a esta consciencialização, meta do seu sistema, "consciência da abstracção". O seu sistema trata de modificar a maneira na qual os humanos lidam com o mundo.

## Publicações
- Manhood of Humanity. Alfred Korzybski, foreword by Edward Kasner, notes by M. Kendig. Institute of General Semantics, 1950, ISBN 0-937298-00-X. Vollversion einsehbar im Project Gutenberg.
- Science and Sanity: An Introduction to Non-Aristotelian Systems and General Semantics. Alfred Korzybski, preface by Robert P. Pula. Institute of General Semantics, 1994, Original erschienen 1933, derzeitige ISBN 0-937298-01-8. Vollversion einsehbar auf der Seite der European Society for General Semantics.
- Alfred Korzybski: Collected Writings 1920–1950. Institute of General Semantics, 1990, ISBN 0-685-40616-4. Teilversion einsehbar bei Google Books.